# Kali Linux
Kali Linux is sinds maart 2013 de opvolger van de populaire opensource-Linuxdistributie BackTrack. Het besturingssysteem kan zowel als live-system, als bare-metal gebruikt worden. Het is speciaal ontwikkeld voor beveiligingstesten, de zogenaamde penetratietesten. Kali Linux heeft als doel kwetsbaarheden uit netwerken en authenticatieprotocollen op te sporen, zodat de veiligheid vergroot kan worden. Kali Linux is gebaseerd op Debian en werkt op de volgende platformen: i386 (x86), AMD64 (x86-64) en ARM.
Kali Linux is zeer populair onder hackers, omdat deze Linuxdistributie zo veel tools bevat die op exploits kunnen scannen en bijvoorbeeld wachtwoordlijsten kunnen genereren.

## Functies
Kali Linux bevat meer dan 600 voorgeïnstalleerde programma's waarmee testen uitgevoerd kunnen worden, waaronder nmap (poortscanner), Wireshark (een pakketanalysetool), John the Ripper (wachtwoordkraker). Metasploit Framework (een tool om exploits te ontwikkelen en uitvoeren) en Aircrack-ng (software om wifiwachtwoorden buit te maken). Kali Linux kan gestart worden vanaf de cd of USB-stick.